# Daniele De Paoli
Daniele De Paoli é um ex-ciclista profissional italiano nascido a 6 de dezembro de 1973 em Pavia. Foi profissional entre 1997 e 2006.
Daniele De Paoli começou a sua corrida profissional em 1997 com a equipa de Ros Mary. Ocupou o oitavo lugar no Giro d'Italia em 1998 e o mesmo posto em 1999. Durante o Giro d'Italia de 2001, apreenderam-se-lhe substâncias proibidas. A federação italiana de ciclismo condenou-lhe em 2002 a uma suspensão de 6 meses desde a 11 de fevereiro de 2001. Em 2002, foi preso em posse de produtos proibidos e suspendido pela sua equipa Alessio. De Paoli anunciou então o final de sua corrida. Após retirar da competição durante dois anos, uniu-se ao conjunto LPR em 2005, com o que correu as últimas duas temporadas, ganhando o Giro do Mendrisiotto.

## Palmarés
- 1996
  - 2 etapas da Volta a Liège

- 2000
  - Giro dos Abruzzos

- 2001
  - 1 etapa da Volta à Catalunha
  - 3.º no Campeonato da Itália em Estrada

- 2006
  - Giro do Mendrisiotto

## Resultados em Grandes Voltas e Campeonatos do Mundo
| Corrida            | 1997 | 1998 | 1999 | 2000 | 2001 | 2002 | 2003 | 2004 | 2005 | 2006 |
| ------------------ | ---- | ---- | ---- | ---- | ---- | ---- | ---- | ---- | ---- | ---- |
| Giro d'Italia      | 29.º | 8.º  | 8.º  | 36.º | 21.º | 32.º | -    | -    | -    | -    |
| Tour de France     | -    | -    | -    | -    | -    | -    | -    | -    | -    | -    |
| Volta a Espanha    | -    | -    | Ab.  | -    | Ab.  | -    | -    | -    | -    | -    |
| Mundial em Estrada | -    | -    | -    | -    | -    | -    | -    | -    | -    | -    |

-: não participa

Ab.: abandono

## Equipas
- Ros Mary (1997-1998)
- Amica Chips (1999)
- Mercatone Uno (2000-2001)
- Alessio (2002)
- LPR (2005-2006)